# Латык, Ирина Васильевна
Ирина Васильевна Латык  (1926 — 1996) — советский врач, передовик производства в системе здравоохранения. Герой Социалистического Труда (1969).

## Биография
Родилась в 1926 году в Станиславовском воеводстве Польской Республики (ныне — Ивано-Франковская область Украины).
С 1950 года И. В. Латык после окончания Львовского медицинского института и работала врачом и заведующей отделением родильного дома в Туркменской ССР.
С 1961 года И. В. Латык была назначена  заведующей гинекологическим отделением Львовской 3-й городской больницы.
2 декабря 1966 года  Указом Президиума Верховного Совета СССР «за высокие трудовые достижения по итогам семилетнего плана с 1959 по 1965 годы» Ирина Васильевна Латык была награждена Орденом Знак Почёта.
4 февраля 1969 года  Указом Президиума Верховного Совета СССР «за большие заслуги в области охраны здоровья советского народа» Ирина Васильевна Латык была удостоена звания Героя Социалистического Труда с вручением Ордена Ленина и золотой медали «Серп и Молот».
В 1974 году И. В. Латык защитила диссертацию на соискание учёной степени кандидата медицинских наук на тему: «Опыт применения отечественного внутриматочного противозачаточного средства типа "Петля"».
И. В. Латык работала в больнице до выхода на заслуженный отдых. Жила в городе  Львове на Украине. Умерла 31 августа 1996 года.

## Награды
- Медаль «Серп и Молот» (4.02.1969)
- Орден Знак Почёта (2.12.1966)